# シャム双生児の謎
『シャム双生児の謎』（シャムそうせいじのなぞ、The Siamese Twin Mystery ）は、1933年に発表されたエラリー・クイーンの長編推理小説。
エラリー・クイーン（作者と同名の主人公）を探偵役とする一連の作品の中でタイトルに国名が含まれる、いわゆる「国名シリーズ」の第7作。

## あらすじ
自動車旅行中のクイーン警視と息子のエラリーは、アメリカ北部のとある山中で山火事に巻き込まれ、命からがら山頂の山荘に辿り着く。そこには外科医のザヴィヤー博士とその一家が住んでおり、クイーン親子は山火事で陸の孤島となったその山荘に泊めてもらうことになる。屋内で警視は巨大なカニのような生き物を目撃するが、その正体は分からないまま眠りにつく。
翌朝、博士が銃殺されているのが発見される。山荘の住人が集められた際、警視が目撃した「カニ」の正体が、博士の所に診察を受けに来たシャム双生児の兄弟であったことが明らかになる。
博士の死体は、破られたトランプのスペードの6を握っていた。警視は、そのカードは博士が残したダイイング・メッセージであり、ザヴィヤー夫人が犯人であることを示していると推理する。
しかしエラリーは、トランプに残っていた指の跡から、そのカードが博士ではなく犯人によって破られたことを見抜き、犯人は博士の弟のマークであると主張する。それに対してマークは、ザヴィヤー夫人を陥れるためカードを持たせたのは事実だが、その時点で既に博士は死んでいたと反論する。
その夜、マークは毒殺され、その手にはトランプのダイヤのJ（ジャック）が握られていた。今度は双生児が疑われ始めるが、そうこうしている間に山火事は山頂まで到達し、遂に山荘が燃え始める。なんとか地下室に逃げ込んだ一同を前に、エラリーは真相を語り始める。

## 主な登場人物
- ジョン・ザヴィヤー博士 - かつて高名な外科医だったが、今は山荘に隠居し個人的な研究を行っているという。
- サラ・イレーネ・ザヴィヤー夫人 - 博士の妻。フルネームの頭文字はＳ.Ｉ.Ｘ.である。
- マーク・ザヴィヤー氏 - 博士の弟で、弁護士。左利き。
- パーシヴァル・ホームズ医師 - 博士の助手。
- ジュリアン・カロー少年 - 博士の患者。フランシスとは結合双生児の兄弟。
- フランシス・カロー少年 - 博士の患者。ジュリアンとは結合双生児の兄弟。
- マリー・カロー夫人 - ジュリアンとフランシスの母。社交界の貴婦人だが、異形の息子たちを人目から避けている。
- フランク・スミス氏 - 謎のよそ者。
- リチャード・クイーン警視 - 自動車で旅行中の警察官。山火事を逃れ、ザヴィヤー博士の山荘に泊めてもらう。
- エラリー・クイーン - 探偵。クイーン警視の息子で、父と一緒に旅行中。父とともに、山荘に宿泊中に事件に遭遇する。

## 提示される謎
- ダイイング・メッセージ（トランプのスペードの6、ダイヤのJ）
- 邸宅に出没するカニの怪物の正体は何か？

## 特徴
- 刑事や鑑識といった近代捜査が不在のなか、クイーン父子が事件に挑む。迫りくる山火事からいかに逃れるかというサスペンス要素もある異色作。
- 「国名シリーズ」のなかでは、唯一、恒例となった「読者への挑戦」が挿入されていない。

## 作品の評価
- エラリー・クイーン・ファンクラブ会員40名の採点による「クイーン長編ランキング」では、本作品は12位となっている[1]。

## 日本語訳書
- 『シャム双子の謎』 井上勇訳、創元推理文庫、1960年 ISBN 978-4-48-810411-5
- 『シャム双生児の秘密』 内田庶訳、集英社、ジュニア版・世界の推理18巻
- 『シャム双生児の秘密』 青田勝訳、ハヤカワ・ミステリ文庫、1978年 ISBN 978-4-15-070117-8
- 『シャム双子の秘密』角川文庫　越前敏弥・北田絵里子訳　2014年 ISBN 4-041-01455-7

## 備考
- ガレージに入れていたエラリーの愛車デューセンバーグは山火事の延焼による炎上を免れなかったはずだが、以降の作品では同じ車[注 1]が何事もなかったかのように登場している。